# 久喜邦康
久喜 邦康（くき くにやす、1954年（昭和29年）5月30日 - ）は、医師、政治家。秩父市長(3期)、秩父市議会議員(1期)を務めた。

## 人物
埼玉県秩父市生まれ。祖父は元秩父市長（旧市）の久喜文重郞、父は元秩父市議会議員（旧市）の久喜愛三郎。日本医科大学医学部卒業、同大学院修了。1988年、秩父市で久喜医院を開業。この病院は、2009年の秩父市長選出馬以降は妻（東京女子医科大学卒の医師）が院長を務めており、久喜自身は経営、診療のいずれからも離れている。
2003年（旧市）、2005年（現市）には、秩父市長選にいずれも無所属で出馬したが、現職市長の栗原稔に敗れ落選。2006年の秩父市議選に無所属で出馬し、3,353票を獲得。2位の候補を大きく引き離してトップ当選を果たした。2009年、市議を任期途中で辞職し、秩父市長選に再出馬。選挙戦では、前年に発覚した現職市長の栗原の親族が経営する企業の所得隠し問題や、栗原が推進した箱物行政を批判。栗原を破り、3度目の挑戦で当選を果たした。2013年4月、自由民主党の推薦を受け市長に再選された。2期目は、市役所本庁舎と市民ホール建設、新火葬場建設を住民の合意を得て現在進めている。
2017年4月23日に行われた秩父市長選挙で16,022票を獲得し、市長選3回目の当選を果たした。
2021年4月18日に行われた秩父市長選挙で、新人の北堀篤に敗れ落選し、4期目の当選とはならなかった。
市長辞職後は、医療の現場に復帰し、新型コロナワクチンの注射を行っている。

## 経歴
- 昭和55年 日本医科大学医学部卒業　同大学付属病院 外科医局に入局
- 昭和63年 同大学院修了
- 昭和63年 久喜医院開業
- 平成18年 秩父市議会議員
- 平成21年 秩父市長
- 平成25年 秩父市長2期目
- 平成29年 秩父市長3期目
- 令和3年 秩父市長落選